# Prágai főegyházmegye
A Prágai főegyházmegye a római katolikus egyház főegyházmegyéje Csehországban, a cseh egyháztartomány része. Érseki székvárosa Prága. Főszékesegyháza a Szent Vitus-székesegyház. Érseke Jan Graubner metropolita. Segédpüspöke Václav Malý és Zdeněk Wasserbauer, nyugalmazott érseke Dominik Duka bíboros, nyugalmazott segédpüspöke Karel Herbst szalézi rendi (S.D.B.) szerzetes.

## Története
A prágai egyházmegyét (püspökséget) II. Spytihněv cseh fejedelem alapította, aki egyúttal (1060-ban) ennek székhelyéül egy nagyobb, háromhajós, kéttornyú román stílusú bazilikát építtetett. A következő évben meghalt, de utódai folytatták a munkát, amivel II. Vratiszláv uralkodása alatt kis híján el is készültek. de 1091-ben egy tűzvész súlyosan megrongálta befejezetlen épületet, amit így csak II. Břetislav alatt, 1096-ban szentelhettek fel.
A püspökséget 1344-ben emelték érsekség rangjára. Ekkor, 1344. november 21-én János cseh király utasítására kezdte építeni Arrasi Mátyás a jelenlegi székesegyházat.

## Püspökök és érsekek
Az egyházmegye korábbi főpásztorait a Prágai püspökök és érsekek listája sorolja fel.
Dominik Duka érsek 2022 elején életkora miatt távozott hivatalából. A távozó bíboros]]nak a csehországi magyar nyelvű hitélet kialakításában játszott meghatározó szerepéért Áder János köztársasági elnök a Magyar Érdemrend középkeresztjét adományozta a csillaggal. Helyére a pápa az év május 13-án Jan Graubner olmützi érseket nevezte ki.

## Szuffragáneus egyházmegyék
- České Budějovice-i egyházmegye
- Hradec Králové-i egyházmegye
- Litoměřicei egyházmegye
- Plzeňi egyházmegye

## Szomszédos egyházmegyék
- Plzeňi egyházmegye (nyugat)
- Litoměřicei egyházmegye (észak)
- Hradec Králové-i egyházmegye (kelet)
- České Budějovice-i egyházmegye (dél)